# 1635 au théâtre
| Années du théâtre : 1632 - 1633 - 1634 - 1635 - 1636 - 1637 - 1638    |
| Décennies du théâtre : 1600 - 1610 - 1620 - 1630 - 1640 - 1650 - 1660 |

## Événements
- Création à Paris de la Société des cinq auteurs (François Le Métel de Boisrobert, Guillaume Colletet, Pierre Corneille, Claude de L'Estoile, Jean de Rotrou) par le cardinal de Richelieu .
- L'acteur Bellerose prend la direction du théâtre de l'Hôtel de Bourgogne à Paris.

## Pièces de théâtre publiées
- (la) Hugo Grotius, Christus patiens, Amsterdam, Willem Blaeu (Lire en ligne), tragédie néo-latine.
- (it) Francesco Pona, Cleopatra tragedia, Venise, Sarzina (lire en ligne).
- Jean de Rotrou, La Bague de l’oubli, comédie, Paris, François Targa (lire en ligne).
- Georges de Scudéry :
  - La Comédie des comédiens, Paris, Augustin Courbé (lire en ligne).
  - Le Vassal généreux, poème tragi-comique, Paris, Augustin Courbé (lire en ligne).

## Pièces de théâtre représentées
- Médée, première tragédie de Corneille, Paris, Théâtre du Marais.

## Naissances
- 25 janvier : Daniel Caspar von Lohenstein, poète et dramaturge allemand, mort le 28 avril 1683.
- 3 juin : Philippe Quinault, poète, auteur dramatique et librettiste français, mort le 26 novembre 1688.
- Date précise non connue :
  - André Hubert, comédien français, mort le 19 ou 20 novembre 1700.
  - Charles Varlet, dit La Grange, comédien français, mort le 1er mars 1692.
- Vers 1635 : 
  - Thomas Betterton, comédien britannique, mort le 28 avril 1710.
  - George Etherege, dramaturge anglais, auteur de trois comédies, mort en 1691.

## Décès
- 27 août : Félix Lope de Vega, dramaturge et poète espagnol, né le 25 novembre 1562.
- 18 octobre : Jean de Schelandre, dit Daniel d'Anchères, militaire, auteur dramatique et poète français, né le 10 février 1584 ou 1585.